# USS Casablanca (CVE-55)
El USS Casablanca (CVE-55) de la Armada de los Estados Unidos fue la cabeza de serie de la su clase de portaaviones de escolta. Fue puesto en gradas en 1942, botado en abril de 1943 y asignado en julio del mismo año. Su baja fue en 1946.

## Construcción
Fue ordenado como Ameer (AVG-55) a Kaiser Shipbuilding Company (Vancouver, Washington) y fue puesto en gradas el 3 de noviembre de 1942. Cambió a Casablanca (ACV-55) y fue botado el 5 de abril de 1943. Fue comisionado el 15 de julio del mismo año.

## Historia de servicio
El Casablanca fue asignado a la Flota del Pacífico y operó como barco de entrenamiento en el estrecho de Juan de Fuca desde julio de 1943 hasta agosto de 1944. Fue reparado enero de 1945 y a partir de marzo sirvió de transporte de aviones y personal. Fue de baja el 10 de junio de 1946 y posteriormente fue vendido.